# Arenas de alquitrán de Athabasca

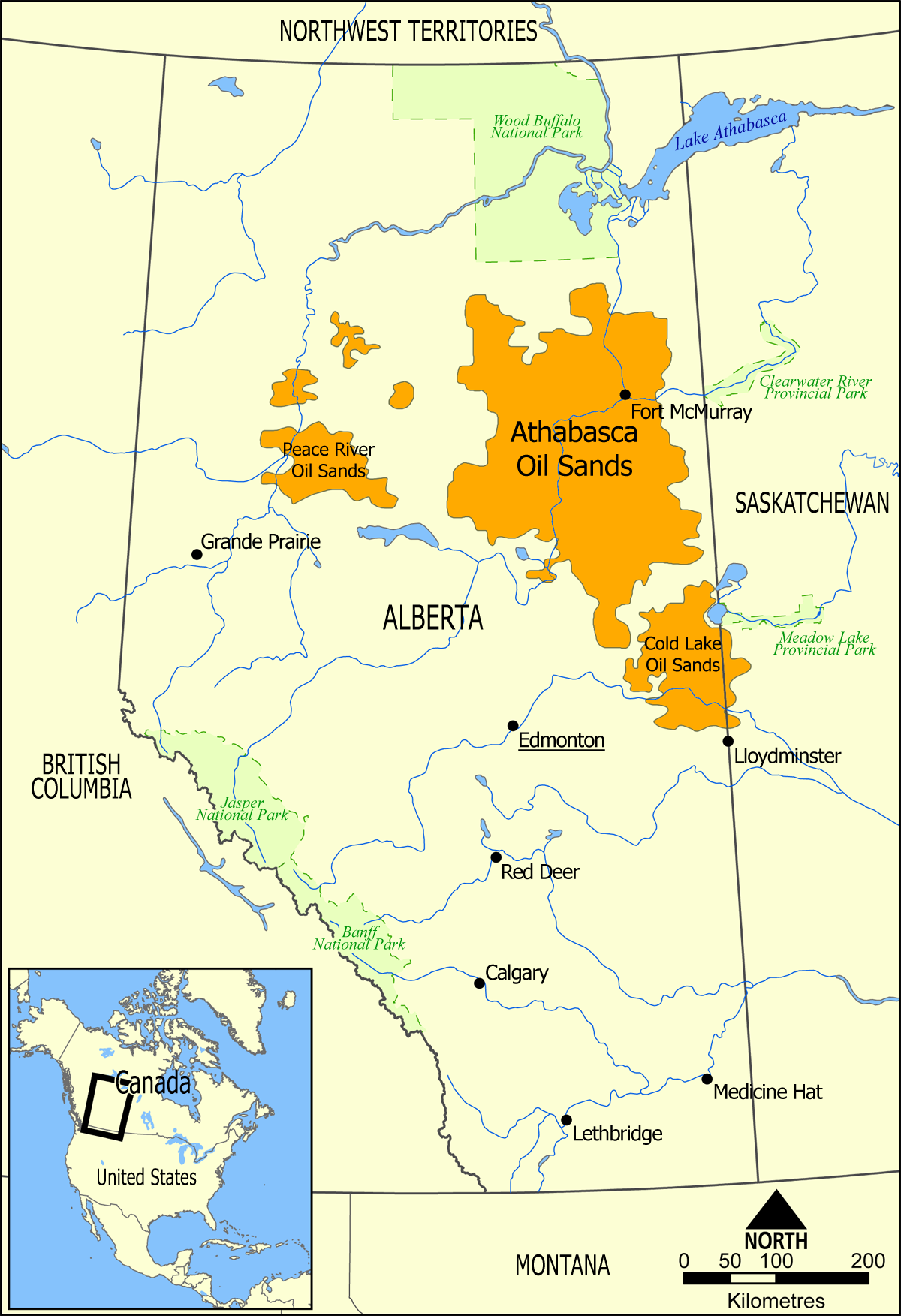
Localización de las arenas del aceite.

Las arenas de petróleo o de alquitrán de Athabasca (Athabasca Oil Sands en inglés; coloquialmente, Athabasca tar sands, aunque no hay Alquitrán, "tar" en ellas), también conocidas como arenas bituminosas de Athabasca, son un gran depósito de bitumen rico en crudo, situado en el norte de Alberta, Canadá -centrado aproximadamente alrededor de la ciudad con rápido desarrollo de Fort McMurray. Estas arenas bituminosas, ubicadas en la formación McMurray son una combinación de minerales arcillosos, arena de sílice, agua, y bitumen crudo (una forma semisólida de crudo). El depósito de Athabasca es el mayor depósito de bitumen crudo en el mundo y el mayor de los tres depósitos de arena petrolífera en Alberta, junto con los cercanos depósitos de río de la Paz y lago Cold. Juntos, estos depósitos de arena de petróleo quedan bajo 141.000 km² de bosque boreal escasamente poblados y muskeg o Fondrière de mousse (Pantanos de turba) y contienen alrededor de 1,7 trillones de barriles (270×10^9 m³) de bitumen en su sitio, comparable en magnitud con las reservas totales demostradas en el mundo de petróleo convencional.[cita requerida]
Con la moderna tecnología de producción de petróleo no convencional, al menos el 10% de estos depósitos, o alrededor de 170 billones de barriles (27×10^9 m³) fueron considerados económicamente recuperables a los precios de 2006, haciendo que las reservas de crudo de Canadá totales sean las terceras más grandes del mundo, después de las de Venezuela y Arabia Saudita. El depósito de Athabasca es la única gran reserva de arenas de petróleo en el mundo que es adecuado para la minería a cielo abierto a gran escala, aunque la mayor parte de él sólo puede producirse usando la tecnología in situ más recientemente desarrollada.
Alrededor del 10% de las arenas bituminosas de Athabasca están cubiertas por menos de 75 m de estériles (minerales sin interés económico). El área con interés para la minería, según el gobierno de Alberta, cubre 37 pueblos contiguos (alrededor de 3.400 km²)

## Historia
El nombre viene por el río Athabasca que pasa justamente por el corazón del yacimiento, y en las orillas de este río se pueden observar restos del petróleo pesado. Históricamente el bitumen era utilizado por los indígenas cree y dene para impermeabilizar sus canoas. Los yacimientos de crudo están situados dentro de los límites del Tratado 8 y varias de las Primeras naciones de la zona se encuentran implicadas en las arenas. 

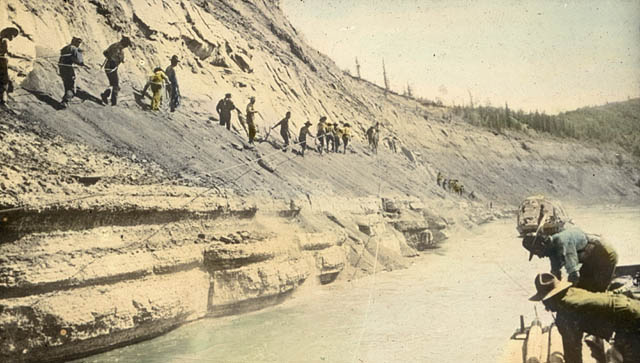
Arenas petrolíferas de Athabasca en las orillas del río, ca. 1900

Las arenas petrolíferas de Athabasca llamaron la atención por primera vez a los comerciantes de pieles en 1719 cuando Wa-pa-su, un comerciante "cree", llevó una muestra de arenas bituminosas al puesto de la compañía de la bahía de Hudson de York Factory, en la bahía de Hudson, del que era director Henry Kelsey. En 1778, Peter Pond, otro comerciante de pieles y fundador de la rival Compañía del Noroeste, se convirtió en el primer europeo que vio los depósitos del Athabasca después de descubrir el portaje Methye, un porteo que permitía acceder a los ricos recursos peleteros del sistema del río Athabasca desde la cuenca de la bahía de Hudson.
La producción comercial de crudo de estas arenas petrolíferas comenzó en 1967, cuando la Great Canadian Oil Sands Limited (entonces un subsidiario de la Sun Oil Company pero hoy una compañía independiente conocida como Suncor Energy) abrió su primera mina, produciendo 30.000 barriles por día (4.800 m³/día) de petróleo crudo sintético. El desarrollo se detuvo por la caída del precio del petróleo, y la segunda mina, operada por el consorcio Syncrude, no empezó a trabajar hasta 1978, después de la crisis del petróleo de 1973 despertó el interés de los inversionistas. 
Según el Alberta Energy and Utilities Board, la producción de 2005 de bitumen crudo en las arenas petrolíferas de Athabasca fue la siguiente:
| Producción de 2005 | m³/día  | bbl/día |
| ------------------ | ------- | ------- |
| Mina Suncor        | 31.000  | 195.000 |
| Mina Syncrude      | 41.700  | 262.000 |
| Mina Shell Canada  | 26.800  | 169.000 |
| Proyectos in situ  | 21.300  | 134.000 |
| TOTAL              | 120.800 | 760.000 |

En 2006, la producción de arenas petrolíferas se incrementó hasta los 1,126 millones de barriles por día (179.000 m³/d). Las arenas petrolíferas fueron la fuente del 62% de la producción total de crudo de Alberta y 47% de todo el petróleo producido en Canadá. El gobierno de Alberta cree que este nivel de producción puede llegar a los 480.000 m³/d para el año 2020 y posiblemente 790.000 m3/d en 2030.